# August Gödrich
August Edler von Gödrich (Morvaország, Gerlsdorf, 1859. szeptember 25. – Fulnek, 1942. március 16.) olimpiai ezüstérmes német országúti kerékpáros.
Az első újkori, athéni olimpián, az 1896. évi nyári olimpiai játékokon indult kerékpározásban. Az egyéni mezőnyversenyben, mely 87 kilométer hosszú volt, ezüstérmes lett.